# Схоластика
Схола́стиката (на гръцки: σχολαστικός – академично училище) е систематична средновековна философия (9 – 15 век), чието изучаване е концентрирано в първите университети. Представлява синтез между ортодоксалното християнство и логиката на Аристотел. Основава се на търсенето на взаимовръзка между вярата и знанието.
Схоластиката съставя т.нар. сборници Сума (всеобхватен Компендиум) по един или друг религиозен въпрос и се характеризира със задълбочено проучване на този въпрос, изследвайки и изучавайки систематично всички възможни негови аспекти, след което излиза с опровержения на нетрадиционните възгледи по въпроса. За схоластиката е типична високата култура на цитирания (позовавания) на авторитети.
Цел на схоластиката е доказване съществуването на Бог на неверниците. В този контекст централен е проблемът за универсалното отношение между частното и общото, т.е. възможно ли е индивидуалното спасение на душата или винаги есхатологията е обща.
Теофраст първи употребява термина σχολαστικός в писмо до своя ученик Фаний. В Древна Гърция възниква схоластично интелектуално философско течение. Схоластици в Древна Гърция и Древен Рим, а и в Средните векове, са наричани хората, които преподават. Преди появата на първите университети в Европа учениците ходят от място на място да си търсят преподавател в учебни центрове (например Гийом от Тир се обучава при схоластиците в катедралното училище към Храма на Божи гроб, а след това отпътува да продължи образованието си в Болоня и Париж). Най-прочутите учители са онези, които най-убедително печелят философски спорове, а основният въпрос, по който се спори, е този за универсалиите.
Много от римляните наричат Цицерон схоласт, след като започнал да изучава древногръцка философия, но това му прозвище е повече за означението му само като теоретик, с цел да му подскаже, че пропуска значението на практиката и практическото обучение за доказване на теоретичните си постановки, прилагайки ги в практиката, т.е. априори.
По своя характер схоластиката е религиозна философия, която не допуска свободни спекулативни интерпретации по въпроси, отнасящи се или засягащи религиозните и морални категории на средновековното общество. Повлияна е от късната древногръцка философия по отношение на понятията и начин на разсъждение, които налага върху християнското учение. Средновековната схоластика е правоприемник на патристичната философия.
Схоластиката и схоластите са натоварени с отрицателна конотация в ново време и особено след рухването на Стария ред във Франция, а и в Европа.

## Представители
- Алберт Велики
- Анселм Кентърбърийски
- Бернар от Клерво
- Бонавентура
- Джон Дънс Скот
- Ериугена
- Пиер Абелар
- Тома от Аквино
- Уилям Окам